# Норвегія на зимових Олімпійських іграх 2002
Норвегія на зимових Олімпійських іграх 2002 року, які проходили в американському місті Солт-Лейк-Сіті, була представлена 77 спортсменами (50 чоловіками та 27 жінками) в 11 видах спорту. Прапороносцем на церемоніях відкриття та закриття Олімпійських ігор була біатлоністка Лів Ґрете Пуаре.
Норвезькі спортсмени вибороли 25 медалей, з них 13 золотих, 5 срібних та 7 бронзових. Олімпійська збірна Норвегії зайняла перше загальнокомандне місце.

## Медалісти
| Медаль | Спортсмен                                                                    | Спорт               | Подія                                    |
| ------ | ---------------------------------------------------------------------------- | ------------------- | ---------------------------------------- |
| Золото | Четиль Андре Омодт                                                           | Гірськолижний спорт | супергігант (чоловіки)                   |
| Золото | Четиль Андре Омодт                                                           | Гірськолижний спорт | комбінація (чоловіки)                    |
| Золото | Уле-Ейнар Б'єрндален                                                         | Біатлон             | спринт, 10 км (чоловіки)                 |
| Золото | Уле-Ейнар Б'єрндален                                                         | Біатлон             | гонка переслідування, 12,5 км (чоловіки) |
| Золото | Уле-Ейнар Б'єрндален                                                         | Біатлон             | індивідуальна гонка, 20 км (чоловіки)    |
| Золото | Фруде Андресен Уле-Ейнар Б'єрндален Егіль Г'єлланд Галвар Ганевольд          | Біатлон             | естафета 4 х 7,5 км (чоловіки)           |
| Золото | Тор Арне Гетланд                                                             | Лижні гонки         | спринт (чоловіки)                        |
| Золото | Фруде Естіль                                                                 | Лижні гонки         | гонка переслідування (чоловіки)          |
| Золото | Томас Альсгорд                                                               | Лижні гонки         | гонка переслідування (чоловіки)          |
| Золото | Томас Альсгаард Андерс Аукланд Фруде Естіль Крістен Ск'єльдал                | Лижні гонки         | естафета 4 х 10 км (чоловіки)            |
| Золото | Бенте Скарі                                                                  | Лижні гонки         | жінки, 10 км (класичний стиль)           |
| Золото | Торгер Нергорд Бент Онунд Рамсф'єл Флемінг Давангер Ларс Вогберг Пол Трулсен | Керлінг             | чоловіки                                 |
| Золото | Карі Тро                                                                     | Фристайл            | могул (жінки)                            |
| Срібло | Лассе К'юс                                                                   | Гірськолижний спорт | швидкісний спуск (чоловіки)              |
| Срібло | Лів Ґрете Пуаре                                                              | Біатлон             | 15 км (жінки)                            |
| Срібло | Гунн Маргіт Андреассен Лів Ґрете Пуаре Анн Елен Ск'єльбрейд Лінда Т'єргом    | Біатлон             | естафета 4 × 7,5 км (жінки)              |
| Срібло | Фруде Естіль                                                                 | Лижні гонки         | чоловіки 15 км (класичний стиль)         |
| Срібло | Маріт Б'єрген Бенте Скарі Гільде Педерсен Аніта Моен                         | Лижні гонки         | естафета 4х5 км (жінки)                  |
| Бронза | Лассе К'юс                                                                   | Гірськолижний спорт | гігантський слалом (чоловіки)            |
| Бронза | Крістен Ск'єлдал                                                             | Лижні гонки         | мас-старт, 30 км (чоловіки)              |
| Бронза | Одд-Б'єрн Г'єльмесет                                                         | Лижні гонки         | 50 км класичним стилем (чоловіки)        |
| Бронза | Аніта Моен                                                                   | Лижні гонки         | Жіночий спринт                           |
| Бронза | Бенте Скарі                                                                  | Лижні гонки         | 30 км класичним стилем (жінки)           |
| Бронза | Одне Сендрол                                                                 | Ковзанярський спорт | 1500 м (чоловіки)                        |
| Бронза | Лассе Сетре                                                                  | Ковзанярський спорт | 10000 м (чоловіки)                       |

## Усі результати

### Біатлон
Чоловіки
| Дисципліна                   | Спортсмен            | Промахів | Час     | Місце |
| ---------------------------- | -------------------- | -------- | ------- | ----- |
| 10 км спринт                 | Егіль Г'єлланд       | 1        | 26:42.5 | 24    |
| 10 км спринт                 | Галвар Ганевольд     | 0        | 26:12.5 | 13    |
| 10 км спринт                 | Фруде Андресен       | 2        | 25:51.5 | 8     |
| 10 км спринт                 | Уле-Ейнар Б'єрндален | 0        | 24:51.3 | 1     |
| 12.5 км гонка переслідування | Егіль Г'єлланд       | 1        | 34:16.9 | 15    |
| 12.5 км гонка переслідування | Фруде Андресен       | 5        | 34:14.5 | 14    |
| 12.5 км гонка переслідування | Галвар Ганевольд     | 2        | 33:59.6 | 8     |
| 12.5 км гонка переслідування | Уле-Ейнар Б'єрндален | 2        | 32:34.6 | 1     |

| Дисципліна | Спортсмен            | Час     | Промахи | Час     | Місце |
| ---------- | -------------------- | ------- | ------- | ------- | ----- |
| 20 км      | Егіль Г'єлланд       | 52:16.1 | 2       | 54:16.1 | 16    |
| 20 км      | Фруде Андресен       | 49:39.1 | 3       | 52:39.1 | 7     |
| 20 км      | Галвар Ганевольд     | 52:16.3 | 0       | 52:16.3 | 5     |
| 20 км      | Уле-Ейнар Б'єрндален | 49:03.3 | 2       | 51:03.3 | 1     |

естафета 4 × 7.5 км (чоловіки)
| Спортсмени                                                          | Дистанція | Дистанція | Дистанція |
| Спортсмени                                                          | Промахів1 | Час       | Місце     |
| ------------------------------------------------------------------- | --------- | --------- | --------- |
| Галвар Ганевольд Фруде Андресен Егіль Г'єлланд Уле-Ейнар Б'єрндален | 0         | 1'23:42.3 | 1         |

Жінки
| Дисципліна                  | Спортсмен                   | Промахів | Час     | Місце |
| --------------------------- | --------------------------- | -------- | ------- | ----- |
| 7.5 км спринт               | Гро Маріт Істад Крістіансен | 4        | 24:12.7 | 53    |
| 7.5 км спринт               | Анн Елен Ск'єльбрейд        | 3        | 23:14.2 | 38    |
| 7.5 км спринт               | Гунн Маргіт Андреансен      | 1        | 22:19.7 | 16    |
| 7.5 км спринт               | Лів Ґрете Пуаре             | 1        | 21:24.1 | 4     |
| 10 км гонка переслідування4 | Гро Маріт Істад Крістіансен | 4        | 36:13.9 | 40    |
| 10 км гонка переслідування4 | Анн Елен Ск'єльбрейд        | 6        | 35:56.6 | 39    |
| 10 км гонка переслідування4 | Гунн Маргіт Андреансен      | 2        | 32:56.8 | 16    |
| 10 км гонка переслідування4 | Лів Ґрете Пуаре             | 4        | 31:18.3 | 4     |

| Дисципліна | Спортсмен              | Час     | Промахи | Час 3   | Місце |
| ---------- | ---------------------- | ------- | ------- | ------- | ----- |
| 15 км      | Лінда Груббен          | 48:34.0 | 4       | 52:34.0 | 39    |
| 15 км      | Гунн Маргіт Андреансен | 48:42.9 | 3       | 51:42.9 | 30    |
| 15 км      | Анн Елен Ск'єльбрейд   | 47:51.1 | 3       | 50:51.1 | 22    |
| 15 км      | Лів Ґрете Пуаре        | 46:37.0 | 1       | 47:37.0 | 2     |

Естафета 4 × 7.5 км (жінки)
| Спортсмен                                                                 | Дистанція | Дистанція | Дистанція |
| Спортсмен                                                                 | Промахів  | Час       | Місце     |
| ------------------------------------------------------------------------- | --------- | --------- | --------- |
| Анн Елен Ск'єльбрейд Лінда Груббен Гунн Маргіт Андреансен Лів Ґрете Пуаре | 0         | 1'28:25.6 | 2         |

### Бобслей
Чоловіки
| Екіпаж | Спортсмени                                                             | Дисципліна | Спуск 1 | Спуск 1 | Спуск 2 | Спуск 2 | Спуск 3 | Спуск 3 | Спуск 4 | Спуск 4 | Разом   | Разом |
| Екіпаж | Спортсмени                                                             | Дисципліна | Час     | Місце   | Час     | Місце   | Час     | Місце   | Час     | Місце   | Час     | Місце |
| ------ | ---------------------------------------------------------------------- | ---------- | ------- | ------- | ------- | ------- | ------- | ------- | ------- | ------- | ------- | ----- |
| NOR-1  | Арнфінн Крістіансен Б'ярн Рейланд                                      | Двійки     | 48.34   | 19      | 48.21   | 17      | 48.46   | 21      | 48.17   | 13      | 3:13.18 | 20    |
| NOR-1  | Арнфінн Крістіансен Оле Крістіан Стромберг Б'ярн Рейланд Маріуш Мусіал | Four-man   | 47.02   | 11      | 47.18   | 16      | 47.84   | 18      | DNF     | –       | DNF     | –     |

### Гірськолижний спорт
Чоловіки
| Спортсмен            | Дисципліна         | Заїзд 1 | Заїзд 2 | Разом   | Разом |
| Спортсмен            | Дисципліна         | Час     | Час     | Час     | Місце |
| -------------------- | ------------------ | ------- | ------- | ------- | ----- |
| Кеннет Сівертсен     | Швидкісний спуск   |         |         | 1:41.70 | 25    |
| Б'ярн Солбаккен      | Швидкісний спуск   |         |         | 1:40.74 | 12    |
| Четиль Андре Омодт   | Швидкісний спуск   |         |         | 1:39.78 | 4     |
| Лассе К'юс           | Швидкісний спуск   |         |         | 1:39.35 | 2     |
| Лассе К'юс           | Супергігант        |         |         | DNF     | –     |
| Кеннет Сівертсен     | Супергігант        |         |         | 1:24.16 | 19    |
| Б'ярн Солбаккен      | Супергігант        |         |         | 1:22.10 | 5     |
| Четиль Андре Омодт   | Супергігант        |         |         | 1:21.58 | 1     |
| Кеннет Сівертсен     | Гігантський слалом | 1:14.16 | 1:12.35 | 2:26.51 | 20    |
| Б'ярн Солбаккен      | Гігантський слалом | 1:13.15 | 1:11.35 | 2:24.50 | 6     |
| Четиль Андре Омодт   | Гігантський слалом | 1:13.14 | 1:11.48 | 2:24.62 | 7     |
| Лассе К'юс           | Гігантський слалом | 1:12.79 | 1:11.53 | 2:24.32 | 3     |
| Трульс Ове Карлсен   | Слалом             | DNF     | –       | DNF     | –     |
| Оле Крістіан Фурусет | Слалом             | 51.03   | 53.36   | 1:44.39 | 9     |
| Том Стіансен         | Слалом             | 50.74   | 54.45   | 1:45.19 | 12    |
| Четиль Андре Омодт   | Слалом             | 49.92   | 52.80   | 1:42.72 | 6     |

Комбінація, чоловіки
| Спортсмен          | Швидкісний спуск | Слалом | Слалом | Разом         | Разом |
| Спортсмен          | Час              | Час 1  | Час 2  | Загальний час | Місце |
| ------------------ | ---------------- | ------ | ------ | ------------- | ----- |
| Трульс Ове Карлсен | 1:41.85          | DNF    | –      | DNF           | –     |
| Лассе К'юс         | 1:38.97          | 47.72  | 53.11  | 3:19.80       | 5     |
| Четиль Андре Омодт | 1:38.79          | 46.88  | 51.89  | 3:17.56       | 1     |

Жінки
| Спортсмен             | Дисципліна         | Заїзд 1 | Заїзд 2 | Разом   | Разом |
| Спортсмен             | Дисципліна         | Час     | Час     | Час     | Місце |
| --------------------- | ------------------ | ------- | ------- | ------- | ----- |
| Інгеборг Гелен Маркен | Швидкісний спуск   |         |         | 1:41.08 | 13    |
| Інгеборг Гелен Маркен | Супергігант        |         |         | DNF     | –     |
| Стіне Гофгорд Нільсен | Гігантський слалом | DNF     | –       | DNF     | –     |
| Андріне Флеммен       | Гігантський слалом | DNF     | –       | DNF     | –     |
| Тріне Бакке-Рогнмо    | Слалом             | DNF     | –       | DNF     | –     |
| Гедда Бернтсен        | Слалом             | DNF     | –       | DNF     | –     |

### Керлінг

#### Чоловічий турнір
Склад команди
| Норвегія |
| --- |
| Stabekk CC, Осло капітан: Пол Трульсен третій: Ларс Вогберг другий: Флеммінг Давангер лідер: Бент Онунд Рамсф'єль запасний: Торгер Нергорд |

Груповий етап
Чотири найкращі команди проходять у півфінал
| Країна          | Капітан                | W | L |
| --------------- | ---------------------- | - | - |
| Канада          | Кевін Мартін           | 8 | 1 |
| Норвегія        | Пол Трульсен           | 7 | 2 |
| Швейцарія       | Андреас Шваллер        | 6 | 3 |
| Швеція          | Пея Ліндгольм          | 6 | 3 |
| Фінляндія       | Маркку Уусіпаавалніємі | 5 | 4 |
| Німеччина       | Себастіан Шток         | 4 | 5 |
| Данія           | Ульрик Шмідт           | 3 | 6 |
| Велика Британія | Геммі Макмілан         | 3 | 6 |
| США             | Тім Сомервіль          | 3 | 6 |
| Франція         | Домінік Дюпон-Рок      | 0 | 9 |

| Команда 1       | Рахунок | Команда 2 |
| --------------- | ------- | --------- |
| Норвегія        | 4–5     | Швейцарія |
| Франція         | 2–9     | Норвегія  |
| Велика Британія | 6–7     | Норвегія  |
| Норвегія        | 6–5     | США       |
| Норвегія        | 9–4     | Данія     |
| Фінляндія       | 5–6     | Норвегія  |
| Норвегія        | 10–5    | Німеччина |
| Канада          | 9–4     | Норвегія  |
| Швеція          | 8–9     | Норвегія  |

Півфінал
| Майданчик D | 1 | 2 | 3 | 4 | 5 | 6 | 7 | 8 | 9 | 10 | 11 | Загалом |
| Норвегія    | 0 | 0 | 1 | 0 | 1 | 0 | 1 | 0 | 2 | 1  | 1  | 7       |
| Швейцарія   | 0 | 1 | 0 | 3 | 0 | 1 | 0 | 1 | 0 | 0  | 0  | 6       |

Фінал
| Майданчик C | 1 | 2 | 3 | 4 | 5 | 6 | 7 | 8 | 9 | 10 | Загалом |
| Канада      | 0 | 0 | 0 | 0 | 2 | 1 | 0 | 2 | 0 | 0  | 5       |
| Норвегія    | 0 | 1 | 0 | 2 | 0 | 0 | 1 | 0 | 1 | 1  | 6       |

Норвегія стала олімпійським чемпіоном

#### Жіночий турнір
Склад
| Норвегія |
| --- |
| Snarøen CC, Осло капітан: Дорді Нордбі третій: Ганне Вудс другий: Маріанне Гаслум лідер: Камілла Гольт запасний: Крістін Ловсет |

Груповий турнір
Чотири найкращі команди проходять у півфінал
| Країна          | Капітан            | W | L |
| --------------- | ------------------ | - | - |
| Канада          | Келлі Лау          | 8 | 1 |
| Швейцарія       | Луція Ебнотер      | 7 | 2 |
| США             | Карі Еріксон       | 6 | 3 |
| Велика Британія | Рона Мартін        | 5 | 4 |
| Німеччина       | Наталі Неслер      | 5 | 4 |
| Швеція          | Елізабет Густафсон | 5 | 4 |
| Норвегія        | Дорді Нордбі       | 4 | 5 |
| Японія          | Акіко Като         | 2 | 7 |
| Данія           | Лене Бірдструп     | 2 | 7 |
| Росія           | Ольга Яркова       | 1 | 8 |

| Команда 1       | Рахунок | Команда 2 |
| --------------- | ------- | --------- |
| Велика Британія | 10–6    | Норвегія  |
| Канада          | 6–5     | Норвегія  |
| Норвегія        | 5–7     | Швейцарія |
| Німеччина       | 5–10    | Норвегія  |
| Швеція          | 10–3    | Норвегія  |
| Норвегія        | 5–4     | Росія     |
| Японія          | 5–8     | Норвегія  |
| Норвегія        | 9–4     | Данія     |
| Норвегія        | 2–11    | США       |

### Ковзанярський спорт
Чоловіки
| Дисципліна | Спортсмен       | Заїзд 1 | Заїзд 1 | Заїзд 2 | Заїзд 2 | Разом    | Разом |
| Дисципліна | Спортсмен       | Час     | Місце   | Час     | Місце   | Час      | Місце |
| ---------- | --------------- | ------- | ------- | ------- | ------- | -------- | ----- |
| 500 м      | Грунде Н'єс     | 1:37.67 | 37      | 35.90   | 30      | 133.57   | 35    |
| 1000 м     | Грунде Н'єс     |         |         |         |         | 1:11.31  | 39    |
| 1000 м     | Петтер Андерсен |         |         |         |         | 1:10.14  | 28    |
| 1000 м     | Одне Сендрол    |         |         |         |         | 1:08.64  | 11    |
| 1500 м     | Ескіл Ервік     |         |         |         |         | 1:49.24  | 35    |
| 1500 м     | Петтер Андерсен |         |         |         |         | 1:47.21  | 20    |
| 1500 м     | Одне Сендрол    |         |         |         |         | 1:45.26  | 3     |
| 5000 м     | Стіан Б'єрге    |         |         |         |         | 6:36.04  | 26    |
| 5000 м     | Ескіл Ервік     |         |         |         |         | 6:32.80  | 21    |
| 5000 м     | Лассе Сетре     |         |         |         |         | 6:25.92  | 10    |
| 10,000 м   | К'єль Сторелід  |         |         |         |         | 13:27.24 | 8     |
| 10,000 м   | Лассе Сетре     |         |         |         |         | 13:16.92 | 3     |

### Лижне двоборство
Спринт
Дисципліни:
- великий трамплін
- лижні гонки 7.5 км

| Спортсмен           | Стрибки з трампліна | Стрибки з трампліна | Лижні гонки Час | Разом Місце |
| Спортсмен           | Бали                | Місце               | Лижні гонки Час | Разом Місце |
| ------------------- | ------------------- | ------------------- | --------------- | ----------- |
| Ян Руне Граве       | 94.3                | 33                  | 18:33.2         | 26          |
| Пребен Фере Брюнемо | 96.8                | 30                  | 18:35.5         | 30          |
| Крістіан Гаммер     | 98.3                | 29                  | 18:21.0         | 20          |
| Сверре Ротеват      | 100.0               | 28                  | 17:54.4         | 13          |

Індивідуальні змагання
Дисципліни:
- нормальний трамплін
- лижні гонки, 15 км

| Спортсмен           | Стрибки з трампліна | Стрибки з трампліна | Лижні гонки Час | Разом Місце |
| Спортсмен           | Бали                | Місце               | Лижні гонки Час | Разом Місце |
| ------------------- | ------------------- | ------------------- | --------------- | ----------- |
| Сверре Ротеват      | 189.5               | 41                  | 45:24.6         | 36          |
| Ян Руне Граве       | 207.0               | 35                  | 44:18.5         | 24          |
| Пребен Фере Брюнемо | 212.0               | 30                  | 43:50.3         | 22          |
| Крістіан Гаммер     | 221.5               | 22                  | 41:40.8         | 8           |

Командне змагання
Дисципліни:
- нормальний трампліна
- лижні гонки , 5 км

| Спортсмени                                                       | Стрибки з трампліна | Стрибки з трампліна | Лижні гонки Час | Разом Місце |
| Спортсмени                                                       | Бали                | Місце               | Лижні гонки Час | Разом Місце |
| ---------------------------------------------------------------- | ------------------- | ------------------- | --------------- | ----------- |
| Сверре Ротеват Крістіан Гаммер Ян Руне Граве Пребен Фере Брюнемо | 791.5               | 10                  | 51:22.1         | 5           |

### Лижні гонки
Чоловіки
Спринт
| Спортсмен          | Кваліфікаційний роунд | Кваліфікаційний роунд | Чвертьфінал | Чвертьфінал | Півфінал   | Півфінал   | Фінал      | Фінал          |
| Спортсмен          | Час                   | Місце                 | Час         | Місце       | Час        | Місце      | Час        | Фінальне місце |
| ------------------ | --------------------- | --------------------- | ----------- | ----------- | ---------- | ---------- | ---------- | -------------- |
| Трунд Ейнар Ельден | 2:53.31               | 12 Q                  | 2:58.1      | 4           | не пройшов | не пройшов | не пройшов | не пройшов     |
| Тор-Арне Гетланд   | 2:51.19               | 6 Q                   | 2:57.2      | 1 Q         | 2:59.9     | 2 Q        | 2:56.9     | 1              |
| Трунд Іверсен      | 2:51.09               | 4 Q                   | 2:56.8      | 2 Q         | 3:10.5     | 3 QB       | 2:56.6     | 6              |
| Говард Б'єркелі    | 2:50.07               | 1 Q                   | 3:05.8      | 4           | не пройшов | не пройшов | не пройшов | не пройшов     |

Гонка переслідування
| Спортсмен        | 10 км C | 10 км C | 10 км F Гонка переслідування | 10 км F Гонка переслідування |
| Спортсмен        | Час     | Місце   | Час                          | Фінальне місце               |
| ---------------- | ------- | ------- | ---------------------------- | ---------------------------- |
| Томас Алсгорд    | 26:56.4 | 15 Q    | 23:41.9                      | 1                            |
| Крістен Ск'єлдал | 26:55.5 | 13 Q    | 24:50.6                      | 22                           |
| Андерс Аукланд   | 26:27.6 | 2 Q     | 24:03.8                      | 7                            |
| Фруде Естіль     | 26:20.4 | 1 Q     | 23:41.9                      | 1                            |

| Дисципліна | Спортсмен            | Дистанція | Дистанція |
| Дисципліна | Спортсмен            | Час       | Місце     |
| ---------- | -------------------- | --------- | --------- |
| 15 км C    | Одд-Б'єрн Г'єльмесет | 39:31.4   | 20        |
| 15 км C    | Ерлінг Євне          | 38:13.6   | 6         |
| 15 км C    | Андерс Аукланд       | 38:08.3   | 4         |
| 15 км C    | Фруде Естіль         | 37:43.4   | 2         |
| 30 км F    | Тор-Арне Гетланд     | 1'18:28.5 | 49        |
| 30 км F    | Томас Алсгорд        | 1'13:30.2 | 12        |
| 30 км F    | Уле-Ейнар Б'єрндален | 1'11:44.5 | 5         |
| 30 км F    | Крістен Ск'єлдал     | 1'11:42.7 | 3         |
| 50 км C    | Ерлінг Євне          | 2'12:06.6 | 10        |
| 50 км C    | Фруде Естіль         | 2'10:44.8 | 9         |
| 50 км C    | Андерс Аукланд       | 2'10:05.7 | 7         |
| 50 км C    | Одд-Б'єрн Г'єльмесет | 2'08:41.5 | 3         |

4 × 10 км естафета
| Спортсмени                                                 | Дистанція | Дистанція |
| Спортсмени                                                 | Час       | Місце     |
| ---------------------------------------------------------- | --------- | --------- |
| Андерс Аукланд Фруде Естіль Крістен Ск'єлдал Томас Алсгорд | 1'32:45.5 | 1         |

Жінки
Спринт
| Спортсмен        | Кваліфікаційний роунд | Кваліфікаційний роунд | Чвертьфінал | Чвертьфінал | Півфінал   | Півфінал   | Фінал      | Фінал          |
| Спортсмен        | Час                   | Місце                 | Час         | Місце       | Час        | Місце      | Час        | Фінальне місце |
| ---------------- | --------------------- | --------------------- | ----------- | ----------- | ---------- | ---------- | ---------- | -------------- |
| Вібеке Скофтеруд | 3:20.21               | 21                    | не пройшов  | не пройшов  | не пройшов | не пройшов | не пройшов | не пройшов     |
| Гільде Педерсен  | 3:19.79               | 19                    | не пройшов  | не пройшов  | не пройшов | не пройшов |            |                |
| Май Гелен Соркмо | 3:17.10               | 11 Q                  | 3:44.2      | 3 ADV       | 3:19.4     | 3 QB       | 3:25.5     | 6              |
| Аніта Моен       | 3:14.13               | 4 Q                   | 3:15.9      | 2 Q         | 3:23.8     | 1 Q        | 3:12.7     | 3              |

Гонка переслідування
| Спортсмен            | 5 км C  | 5 км C | 5 км F, гонка переслідування2 | 5 км F, гонка переслідування2 |
| Спортсмен            | Час     | Місце  | Час                           | Фінальне місце                |
| -------------------- | ------- | ------ | ----------------------------- | ----------------------------- |
| Вібеке Скофтеруд     | 14:12.3 | 34 Q   | 13:28.5                       | 28                            |
| Тіна Бай             | 13:53.7 | 20 Q   | 13:24.5                       | 26                            |
| Гільде Педерсен      | 13:44.7 | 13 Q   | 13:07.8                       | 14                            |
| Бенте Скарі-Мартісен | 13:11.7 | 2 Q    | 12:16.0                       | 6                             |

| Дисципліна | Спортсмен        | Дистанція | Дистанція |
| Дисципліна | Спортсмен        | Час       | Місце     |
| ---------- | ---------------- | --------- | --------- |
| 10 км C    | Тіна Бай         | 30:16.3   | 25        |
| 10 км C    | Аніта Моен       | 29:15.5   | 9         |
| 10 км C    | Гільде Педерсен  | 28:56.2   | 6         |
| 10 км C    | Бенте Скарі      | 28:05.6   | 1         |
| 15 км F    | Май Гелен Соркмо | DNF       | –         |
| 15 км F    | Маріт Б'єрген    | 47:07.4   | 50        |
| 15 км F    | Вібеке Скофтеруд | 42:50.9   | 28        |
| 15 км F    | Гільде Педерсен  | 41:47.8   | 14        |
| 30 км C    | Маріт Б'єрген    | 1'37:02.6 | 14        |
| 30 км C    | Вібеке Скофтеруд | 1'35:02.3 | 8         |
| 30 км C    | Аніта Моен       | 1'31:37.3 | 4         |
| 30 км C    | Бенте Скарі      | 1'31:36.3 | 3         |

4 × 5 км естафета
| Спортсмени                                           | Дистанція | Дистанція |
| Спортсмени                                           | Час       | Місце     |
| ---------------------------------------------------- | --------- | --------- |
| Маріт Б'єрген Бенте Скарі Гільде Педерсен Аніта Моен | 49:31.9   | 2         |

### Скелетон
Чоловіки
| Спортсмен       | Спуск 1 | Спуск 1 | Спуск 2 | Спуск 2 | Разом   | Разом |
| Спортсмен       | Час     | Місце   | Час     | Місце   | Час     | Місце |
| --------------- | ------- | ------- | ------- | ------- | ------- | ----- |
| Снорре Педерсен | 52.07   | 17      | 51.70   | 12      | 1:43.77 | 14    |

### Сноубординг
Чоловіки, хаф-пайп
| Спортсмен             | Кваліфікація 1 | Кваліфікація 1 | Кваліфікація 2 | Кваліфікація 2 | Фінал      | Фінал      |
| Спортсмен             | Бали           | Місце          | Бали           | Місце          | Бали       | Місце      |
| --------------------- | -------------- | -------------- | -------------- | -------------- | ---------- | ---------- |
| Кім Крістіансен       | 23.3           | 24             | 37.0           | 8              | не пройшов | не пройшов |
| Галвор Скрамстад Лунн | 30.0           | 18             | 21.7           | 25             | не пройшов | не пройшов |
| Данієль Франк         | 39.9           | 3 QF           |                |                | 37.4       | 10         |

Жінки, хаф-пайп
| Спортсмен           | Кваліфікація 1 | Кваліфікація 1 | Кваліфікація 2 | Кваліфікація 2 | Фінал      | Фінал      |
| Спортсмен           | Бали           | Місце          | Бали           | Місце          | Бали       | Місце      |
| ------------------- | -------------- | -------------- | -------------- | -------------- | ---------- | ---------- |
| Стіне Брун К'єльдос | 27.1           | 11             | 30.9           | 7              | не пройшов | не пройшов |
| Ліза Віїк           | 33.1           | 6 QF           |                |                | 28.9       | 10         |
| К'єрсті Буос        | 38.7           | 2 QF           |                |                | 37.3       | 4          |

### Стрибки з трампліна
| Спортсмен          | Дисципліна          | Кваліфікаційний стрибок | Кваліфікаційний стрибок | Кваліфікаційний стрибок | Фінальний стрибок 1 | Фінальний стрибок 1 | Фінальний стрибок 1 | Фінальний стрибок 2 | Фінальний стрибок 2 | Разом      | Разом      |
| Спортсмен          | Дисципліна          | Відстань                | Бали                    | Місце                   | Відстань            | Бали                | Місце               | Відстань            | Бали                | Бали       | Місце      |
| ------------------ | ------------------- | ----------------------- | ----------------------- | ----------------------- | ------------------- | ------------------- | ------------------- | ------------------- | ------------------- | ---------- | ---------- |
| Руар Лєкельсей     | нормальний трамплін | 87.5                    | 109.0                   | 21 Q                    | 91.5                | 119.0               | 11 Q                | 90.0                | 114.5               | 233.5      | 18         |
| Ларс Бюстель       | нормальний трамплін | 88.0                    | 109.5                   | 20 Q                    | 88.5                | 110.5               | 30 Q                | 86.5                | 104.5               | 215.0      | 31         |
| Томмі Інгебрігтсен | нормальний трамплін | 89.0                    | 110.5                   | 18 Q                    | 91.5                | 116.5               | 20 Q                | 91.0                | 115.5               | 232.0      | 20         |
| Андерс Бардаль     | нормальний трамплін | 91.0                    | 116.0                   | 9 Q                     | 91.0                | 116.5               | 20 Q                | 89.0                | 110.5               | 227.0      | 27         |
| Ларс Бюстель       | високий трамплін    | 107.5                   | 88.5                    | 30 Q                    | 113.0               | 99.4                | 38                  | не пройшов          | не пройшов          | не пройшов | не пройшов |
| Руар Лєкельсей     | високий трамплін    | 111.0                   | 96.8                    | 23 Q                    | 116.5               | 107.2               | 32                  | не пройшов          | не пройшов          | не пройшов | не пройшов |
| Томмі Інгебрігтсен | високий трамплін    | 112.0                   | 97.6                    | 20 Q                    | 119.0               | 110.7               | 25                  | 112.0               | 97.1                | 207.8      | 26         |
| Андерс Бардаль     | високий трамплін    | 112.5                   | 99.5                    | 16 Q                    | 118.5               | 110.3               | 27 Q                | 114.5               | 102.6               | 212.9      | 25         |

Чоловіча команда, високий трамплін
| Спортсмени                                                    | Результат | Результат |
| Спортсмени                                                    | Бали      | Місце     |
| ------------------------------------------------------------- | --------- | --------- |
| Томмі Інгебрігтсен Ларс Бюстель Андерс Бардаль Руар Лєкельсей | 790.8     | 9         |

### Фристайл
Жінки
| Спортсмен          | Дисципліна | Кваліфікація | Кваліфікація | Кваліфікація | Фінал      | Фінал      | Фінал      |
| Спортсмен          | Дисципліна | Час          | Бали         | Місце        | Час        | Бали       | Місце      |
| ------------------ | ---------- | ------------ | ------------ | ------------ | ---------- | ---------- | ---------- |
| Індрід Бернтсен    | могул      | 38.32        | 22.28        | 17           | не пройшла | не пройшла | не пройшла |
| Карі Тро           | могул      | 36.67        | 25.11        | 1 Q          | 34.48      | 25.94      | 1          |
| Гільде Сюнневе Лід | акробатика |              | 148.82       | 16           | не пройшла | не пройшла | не пройшла |